# マッド・パチスロ・ブラザーズ
ザ・マッド・パチスロ・ブラザーズ（THE MAD PACHI-SLOT BROTHER'S）とは2人組のスロッター、パチスロライター、バンドである。通称マッパチ。2001年にCDを発売。

## 概要
元々は「パチスロ必勝ガイド」（白夜書房）誌上で、全国各地に点在するいわゆる裏モノ台の情報を扱う連載を担当するライターコンビとして誕生。その後裏モノの減少に伴い同連載はいわゆる旅打ちやレトロ台（多くの場合、発売から十数年が経過したかつての人気機種）をテーマとするようになり、現在も連載を継続している。二人の珍道中をまとめた同名の漫画（作画：藤丸あらた）も「パチスロパニック7」（白夜書房）やその系列誌上で連載されている。
パチンコ・パチスロ情報誌「でるネット」（エクセル・パブリケーションズ）とのタイアップで、全国各地のパチスロ店で「スロレボ」と題したイベントを積極的に開催し（その模様は『ガダルカナル・タカのこちらDERUとこ編集部』（BS-i他）でも定期的に紹介されていた）、芸能人とは異なる、パチンコ・パチスロ業界の有名人による来店イベントの先駆け的存在となった。

## メンバー
アニマルかつみ（本名　関勝美）
通称アニかつ。スロッター、パチスロ雑誌ライター。兵庫県尼崎市立花町出身。マッパチ「兄」担当。特に古いスロット機種が好きである。またパチスロ用語の一つであるゲチェナ（下段チェリー付7）を命名した人物でもある。身長174cm血液型はB型。名前の由来はアニマル（アークテクニコ）から。
80年代にヘヴィメタルバンド「WOLF」のベーシストとして活動しており、1987年にはビクターエンタテインメントよりミニアルバム「WOLF」でメジャーデビューしていたが後に脱退。現在でもライターとしての活動と同時に元テラ・ローザの岡垣正志率いる「Jill’s PROJECT」や、その岡垣と共に「APHRODITE」のメンバー（ANI-Katsu名義）として音楽活動をしている。愛猫家。阪神タイガースファン。
ガル憎（ガルぞう、1974年1月4日 - ）（本名　石川和也）
スロッター、雑誌ライター。旧名はニューガルーダ君→ニューガルーダ石川。広島県出身。マッパチ「弟」担当。身長170cm血液型はA型。名前の由来はガルーダ（タイヨー）から。広島東洋カープ（特に前田智徳）と北斗の拳をこよなく愛する。堀江信彦との出会いにより北斗の拳公式親善大使となり、原作者の原哲夫とも交流を持つようになった。どのような経緯で渡ったかは不明だが、自身がデザインしたTシャツを広島東洋カープに送り、栗原健太、前田健太、天谷宗一郎、コルビー・ルイスらが実際に着用した姿がスポーツ新聞、テレビなどで確認されており、石井琢朗の娘たちが子供用サイズを着て寝ている姿や応援している姿なども石井琢朗のブログ上で紹介されている。
またガル憎がプロデュースした花火（パチスロ機）も存在する。

## SLOT-ISM
2001年12月12日に2人が出したCDであり、パチスロの音楽が収録されている。2003年5月21日にビデオクリップ集のDVDも発売。
- 曲目

1. Beat of the Beast（THE MAD PACHI-SLOT BROTHER’S）「獣王」
2. S.A.V.A.（THE MAD PACHI-SLOT BROTHER’S）「獣王」
3. DRIVE!!!!!!!（THE MAD PACHI-SLOT BROTHER’S）「ホットロッドクイーン」
4. Instinct（Shingo） 「ディスクアップ」
5. SUPER PLANETT（THE MAD PACHI-SLOT BROTHER’S）「スーパープラネット」
6. 極（caramell）「アラベスク」
7. S5E4（THE MAD PACHI-SLOT BROTHER’S）「グレートハンター」
8. Reach out for Something（Jill’s PROJECT,ANI-Katsu）「メフィスト」
9. 爆裂戦士アラジン（史上最低ED WOODS）「アラジン」
10. hope（ゆーこときカズ）「獣王」
11. KING（THE MAD PACHI-SLOT BROTHER’S）「キングガルフ」
12. Raging Flower Moon（nuclear family）「花月」
13. a day of SAVANNA（U1）「獣王」
14. N.N.S.S.~Roulette ver.~（THE MAD PACHI-SLOT BROTHER’S）

## 出演番組
過去の出演番組
- ガダルカナル・タカのでるネット編集部（BS-i他）
- パチスロ王座モンド21杯（MONDO21）
- SLOT-ISM TV（全日本「パチンコ・パチスロ」情報局! → MONDO21）
- スロット魂（テレビ埼玉・群馬テレビ）
- 流浪の回胴旅人アニマルかつみのひとりまっぱちTV（パチ・スロ サイトセブンTV）アニマルかつみのみ出演
- ガル憎・塾長のサラもり刑事〜パチスロ捜査班〜（2014年4月 - 、パチ・スロ サイトセブンTV）ガル憎のみ出演